# Zhang Xiuyun
Pour les articles homonymes, voir Zhang.
Dans ce nom chinois, le nom de famille, Zhang, précède le nom personnel.
Zhang Xiuyun est une rameuse chinoise née le 25 février 1976.

## Biographie
Elle dispute à trois reprises les Jeux olympiques : elle obtient lors de sa première participation en 1996 à Atlanta la médaille d'argent en deux de couple et termine cinquième en quatre de couple. En 2008 à Pékin, elle se hisse à la quatrième place de l'épreuve de skiff. Elle participe à cette même épreuve à Londres en 2012, se classant sixième.
Elle remporte aux Championnats du monde d'aviron la médaille d'or en 1993 et la médaille d'argent en  1994 en quatre de couple ainsi que la médaille d'argent en deux de couple en 1999.